# France Légaré
Pour les articles homonymes, voir Légaré.
France Légaré est une médecin, chercheuse et professeure québécoise. Elle est spécialisée en médecine familiale et se distingue notamment par la promotion de la décision médicale partagée. Elle est professeur titulaire au Département de médecine et médecine d'urgence de la Faculté de Médecine à l'Université Laval à Québec. Elle est titulaire de la Chaire de recherche du Canada en décision partagée et application des connaissances à l'Université Laval.

## Biographie

### Jeunesse et formation
France Légaré est née le 4 octobre 1961 à Alma, Lac-Saint-Jean, Québec. Elle fait ses études à Université Memorial de Terre-Neuve (en anglais : Memorial University of Newfoundland) en 1980-81, puis à l'Université Laval, à Québec, où elle obtient un baccalauréat en architecture en 1984, un doctorat de médecine en 1998 et une maitrise en santé communautaire en 1995. Elle complète une résidence en médecine familiale à l’Unité de médecine familiale de l’Hôpital St-Sacrement en 1988-90. Elle commence sa carrière comme médecin de famille à l’Unité de médecine familiale de l’Hôpital Saint-François d’Assise et exerce dans les services de médecine familiale, urgence et urgence mineure et hospitalisation en médecine générale.
En 1993-94, elle complète un fellowship au Département de Médecine Familiale et Santé Communautaire de l’Université de Toronto avec les Professeurs Helen P. Batty et Yves Talbot.
En 1995, elle rencontre la professeure Annette O’Connor (en), alors détentrice de la Chaire de recherche du Canada sur le soutien à la prise de décisions en santé. C'est à cette période que France Légaré a commencé à s'intéresser à la prise de décision partagée. Elle obtient une bourse de formation du Fonds de la Recherche du Québec–Santépuis des Instituts de Recherche en Santé du Canada afin de poursuivre un doctorat en santé des populations à l’Université d’Ottawa de 2000 à 2005 sous la direction de la Professeure Annette O’Connor.

### Carrière
En 2005, France Légaré obtient la bourse de chercheuse-clinicienne Junior 1 du Fonds de la Recherche du Québec–Santé et en 2006, une Chaire de recherche du Canada de niveau junior, qu’elle dirigera jusqu’en 2016. Depuis 2016, elle détient une Chaire de recherche du Canada niveau senior sur la prise de décision partagée et l’application des connaissances. La mission de la Chaire est de contribuer à doter les équipes cliniques et les patients et patientes des habiletés nécessaires afin qu'une prise de décision partagée soit favorisée tout au long du continuum de soins. Plus précisément, ses travaux visent à 1) acquérir une meilleure compréhension des besoins des professionnels et professionnelles qui dispensent les soins de santé primaires et de leurs patients et patientes, 2) encourager les professionnels et professionnelles à pratiquer la prise de décision partagée; 3) développer les outils nécessaires à l’application de cette pratique; 4) élaborer des stratégies efficaces pour l’introduction de ces outils; et 5) évaluer l’impact de ces outils.
Depuis 2005, comme professeure titulaire au Département de Médecine Familiale et Médecine d’Urgence de la Faculté de Médecine à l'Université Laval, Légaré agit comme directrice d’étude dans les programmes d’études graduées en santé publique (MSc et PhD) et en épidémiologie (MSc et PhD). Elle a agi comme co-directrice dans les programmes en anthropologie, bio-statistiques, architecture et sciences infirmières.
En 2015 France Légaré obtient une bourse du Programme d'appui à la recherche en évaluation des technologies et des pratiques de pointe dans les CHU du Fonds de la Recherche du Québec–Santé.

### Recherche
De 2011 à 2021, Légaré a dirigé le secteur de la recherche du Département de médecine familiale et de médecine d'urgence de l'Université Laval. Elle promeut le recours aux données probantes et les résultats issus de la recherche et elle a publié huit revues systématiques Cochrane. Elle a co-fondé Cochrane Francophone Canada.

### Prise de décision partagée
Les premières recherches de Légaré sur la prise de décision partagée portaient sur des décisions en matière de traitements hormonaux de remplacement chez les femmes à la ménopause et en matière d’antibiothérapie pour les infections des voies respiratoires supérieures. Avec ses collègues Michel Labrecque et Michel Cauchon, elle a montré que la consommation d'antibiotiques pouvait être considérablement réduite si les médecins aidaient les patients à comprendre leurs options, leurs préférences et leurs valeurs quant à cette décision. Avec son équipe de chercheurs elle s'est aussi intéressée aux domaines de la médecine génétique (par exemple, des tests de dépistage prénataux), des soins à domicile (par exemple, les décisions concernant le logement et le milieu de vie des personnes âgées), et de la planification préalable des soins dans le cas de maladie grave.

### Application des connaissances
Légaré fait également des recherches sur la science de la mise en œuvre des résultats issus de la recherche dans la pratique clinique et les politiques en santé. Entre 2015 et 2019, Légaré a complété des collaborations avec 32 centres intégrés de santé et de services sociaux (ou cliniques de soins primaires) au Québec et leurs équipes de soins à domicile pour évaluer l’impact d’ateliers sur la prise de décision partagée. Depuis 2018, elle a lancé un programme de recherche de sept ans sur la science de la mise à l'échelle dans le contexte clinique des soins à domicile, afin que la prise de décision partagée soit appliquée auprès d’une plus grande diversité de personnes. Dans le cadre de sa recherche, elle développe une variété d'outils pour faciliter l’application des connaissances, y compris des outils d’aide à la décision et des programmes de formation à la prise de décision partagée.

### Recherche axée sur le patient et la patiente
Légaré promeut la recherche axée sur le patient et intègre les patients dans un rôle participatif ou parfois de premier plan dans la conception et le fonctionnement de ses projets. Elle dirige la composante Recherche sur les systèmes de santé et services sociaux, sur l’application des connaissances et sur la mise en œuvre de l'Unité de soutien du Québec qui offre un soutien aux autres chercheurs désireux d'impliquer des patients dans leur recherche. Avec les patients et le public, elle a conçu et animé des ateliers dans les bibliothèques publiques afin de promouvoir la prise de décision partagée et que les citoyens et citoyennes puisse avoir recours à une prise de décision partagée dans leurs propres soins. En 2019, elle a été l'hôte de la première conférence en santé du Québec à être accréditée avec le statut « Patients InclusTM », une conférence internationale sur la décision partagée.

### Recherche axée sur la pratique
Légaré croit que l'application le plus efficace des connaissances a lieu lorsque la recherche est effectuée avec ou par des cliniciens en exercice dans leur milieu clinique, ainsi qu’avec les patients et patientes. En 2006, grâce à deux subventions de la Fondation canadienne pour l’innovation, Légaré a lancé le réseau de recherche axée sur les pratiques de première ligne (RRAPPL) de l'Université Laval composé de 12 groupes de médecine de famille universitaires (GMF-U) à travers le Réseau universitaire intégré de santé (RIUS) de Université Laval. Ce financement a fourni l’infrastructure nécessaire pour la recherche en soins primaires au point de services, puisqu’un espace physique avec l’équipement nécessaire pour la recherche a été créé dans chacun des GMF-U. Ce premier RRAPPL au Québec est dédié à la mise en œuvre de la prise de décision partagée en milieu clinique. Le RRAPPL-Université Laval est membre d’un consortium Nord-Américain de RRAPPL, nommé Meta-network Learning and Research Center (Meta-LARC). Il s'est ensuite joint à Réseau-1, un vaste réseau de RRAPPL à travers la province de Québec. Légaré a été la directrice du RRAPPL-Université Laval de sa création en 2006 jusqu’en 2021.

### Publications
Légaré a publié plus de 400 articles et 28 chapitres de livres sur ses sujets,.

### Enseignement et mentorat
Comme professeure titulaire à l’Université Laval, Légaré a dirigé les travaux d’étudiants et étudiantes dans les programmes d'études supérieures en santé publique et épidémiologie et a co-dirigé dans les programmes d’anthropologie, bio-statistiques, architecture et sciences infirmières. Elle accompagne également des chercheurs dans d'autres domaines, dont la médecine d'urgence, la physiothérapie, le droit, les soins infirmiers et l'ergothérapie, qui désirent intégrer la prise de décision partagée dans leur domaine. De jeunes scientifiques de France, d'Italie, du Brésil, du Bénin, de la Côte d'Ivoire, du Togo, du Congo, du Sénégal, du Cameroun, des Iles Comores, d'Iran, d'Arménie et des Pays-Bas ont été membres de son équipe et ont appris à travailler en étroite collaboration et à développer leurs propres carrières de recherche.

### Honneurs
- 2022 - Nommée chevalière de l'Ordre national du Québec[14]
- 2020 - Médaille de service Dr-Léo-Paul-Landry de l'Association médicale canadienne[15].
- 2020 - Prix de la présidente de l'Association des facultés de médecine du Canada (AFMC)[16].
- 2018 - Prix grands diplômés de la Fondation de l'Université Laval - la médaille Gloire de l'Escolle[17].
- 2015 - Nommée l'une des 20 plus grandes pionnières de la recherche en médecine familiale au Canada, Collège des médecins de famille du Canada[18].
- 2014 - Nommée l'une des 25 champions internationaux de la prise de décision partagée - la Informed Medical Decisions Foundation.
- 2011 - Chercheuse de l'année en médecine familiale, Collège des médecins de famille du Canada.